# Grewia falcistipula
Grewia falcistipula är en malvaväxtart som beskrevs av Karl Moritz Schumann. Grewia falcistipula ingår i släktet Grewia och familjen malvaväxter. Inga underarter finns listade i Catalogue of Life.